# Oregonita
L'oregonita és un mineral de la classe dels sulfurs. Rep el seu nom de l'estat d'Oregon (Estats Units).

## Característiques
L'oregonita és un sulfur de fórmula química Ni₂FeAs₂. Cristal·litza en el sistema hexagonal. Es troba en forma de còdols arrodonits per l'aigua amb una crosta marró suau, normalment en matriu formada en un 40% per penninita i serpentina. La seva duresa a l'escala de Mohs és 5. Té una alta reflectivitat, al voltant del 65%, tant en l'aire com en l'oli.
Segons la classificació de Nickel-Strunz, l'oregonita pertany a «02.B - Sulfurs metàl·lics, M:S > 1:1 (principalment 2:1), amb Ni» juntament amb els següents minerals: horomanita, samaniïta, heazlewoodita, vozhminita, arsenohauchecornita, bismutohauchecornita, hauchecornita, tel·lurohauchecornita, tučekita, argentopentlandita, cobaltopentlandita, geffroyita, godlevskita, kharaelakhita, manganoshadlunita, pentlandita, shadlunita i sugakiïta.

## Formació i jaciments
Sol trobar-se associada a altres minerals com: molibdenita, coure, cromita, calcopirita, pirrotina, magnetita o bornita. Va ser descoberta l'any 1959 als placers de Josephine Creek, al districte de Josephine Creek (Oregon, Estats Units). També se n'ha trobat a Koriàkia (Rússia), Àlxar (Macedònia), Skouriotissa (Xipre) i a Dundonald Township (Canadà).